# Huanuni
Huanuni è un comune (municipio in spagnolo) della Bolivia nella provincia di Pantaléon Dalence (dipartimento di Oruro) con 18.764 abitanti (dato 2010).

## Cantoni
Il comune è suddiviso in 6 cantoni.
- Bombo
- Cataricahua
- Huallatiri
- Huanuni
- Morococala
- Negro Pabellon